# با آن مبارزه کن
با آن مبارزه کن 
(به تلوگویی: Ami Thumi) و (به انگلیسی: Fight it out) فیلمی هندی محصول سال ۲۰۱۷ و به کارگردانی موهانا کریشنا ایندراگانتی است. در این فیلم بازیگرانی همچون ادیوی سش، ایشا ربا، آواسارالا سرینیواس، آدیتی میاکال، تانیکلا بارانی، ونلا کیشوره و آنانت بابو ایفای نقش کرده‌اند.